# Mutacija pomeranja okvira čitanja
Mutacija pomeranja okvira čitanja (frejmšift mutacija) je genetička mutacija uzrokovana umetanjem ili brisanjem jednog ili više nukleotida iz DNK sekvence. Usled tripletne prirode ekspresije gena kodonima, umetanja ili delecije mogu da promene okvir čitanja (grupisanja kodona), čime se proizvode kompletno različite translacije u odnosu na originalnu.
Mutacija pomeranja okvira čitanja generalno uzrokuje da čitanje kodona nakon mutacije kodira različite aminokiseline. Ova mutacija takođe menja stop kodon ("UAA", "UGA" i "UAG") sekvence. Kreirani polipeptid može da bude abnormalno kratak ili dugačak, i obično nije funkcionalan. Frejmšift mutacije frekventno proizvode ozbiljne genetičke bolesti. One su odgovorne za onesposobljavanje CCR5 HIV receptora i za neke tipove porodične hiperholesterolemije (Lewis, 2005, pp. 227-228). Frejmšift mutacije isto tako mogu da budu izvor novih bioloških karakteristika.
Pomeranje okvira čitanja se takođe može javiti tokom translacije proteina, čime se proizvode različiti proteini i preklapajući otvoreni okviri čitanja, kao što su gag-pol-env retroviralni proteini. To je veoma uobičajeno kod virusa, a javlja se i kod bakterija i kvasca.

## Spoljašnje veze
- Frameshift+Mutation на 
- baza podataka